# 1347
- Wikisource

| Calendário gregoriano                                                        | 1347 MCCCXLVII                                         |
| Ab urbe condita                                                              | 2100                                                   |
| Calendário arménio                                                           | 796 – 797                                              |
| Calendário bahá'í                                                            | -497 – -496                                            |
| Calendário budista                                                           | 1891                                                   |
| Calendário chinês                                                            | 4043 – 4044 Início a 11 de fevereiro (aproximadamente) |
| Calendário copta                                                             | 1063 – 1064                                            |
| Calendário etíope                                                            | 1339 – 1340                                            |
| Calendários hindus - Vikram Samvat - Calendário nacional indiano - Cáli Iuga | 1402 – 1403 1268 – 1269 4447 – 4448                    |
| Calendário Holoceno                                                          | 11347                                                  |
| Calendário islâmico                                                          | 748 – 749                                              |
| Calendário judaico                                                           | 5107 – 5108                                            |
| Calendário persa                                                             | 725 – 726                                              |
| Calendário rúnico                                                            | 1597                                                   |
| Calendário solar tailandês                                                   | 1890                                                   |

1347 (MCCCXLVII, na numeração romana) foi um ano comum do século XIV do calendário juliano e a sua letra dominical foi G (52 semanas), teve início numa segunda-feira e terminou também numa segunda-feira.
| Ano completo                         |
| ------------------------------------ |
| Ano comum com início à segunda-feira |

## Eventos
- 8 de fevereiro — Fim formal da guerra civil bizantina que durava desde 1341.
- 25 de maio — Conquista do porto de Aias do Reino Arménio da Cilícia pelo Sultanato Mameluco do Egito.[1]
- 28 de maio — Na sequência do acordo para finalizar a guerra civil bizantina, Helena Cantacuzena, filha de João VI Cantacuzeno, casa com o rival do pai, João V Paleólogo.
- 24 de junho — Nos termos do Tratado de Mariembourg, a Ordem Teutónica compra a Estónia a Valdemar III da Dinamarca.[2]
- 3 de agosto
  - Na sequência de vários anos de resistência contra o Sultanato de Déli, Aladim Bamam Xá é coroado como primeiro sultão do Sultanato de Bamani, no centro da Índia.
  - Guerra dos Cem Anos: Os ingleses tomam Calais.[3]
- 15 de setembro — Conquista de Tunes pelo Império Merínida de Marrocos.[4]
- 15 de novembro — A princesa Leonor de Portugal casa em Barcelona com Pedro IV de Aragão, o Cerimonioso.
- A peste negra surge na Europa, proveniente da colónia genovesa de Teodósia, na Crimeia. Os navios genoveses levaram a epidemia primeiro para Constantinopla (maio)[5] e Messina em setembro. Em novembro Génova e Marselha já tinham sido atingidas.[6]
- Última referência histórica a Marclândia, costa de Labrador a sul da Ilha de Baffin, visitada pelos viquingues da colónia da Gronelândia ao longo da Idade Média.
- Cola di Rienzo proclama Roma como capital sagrada da Itália e tentou organizar eleições para um novo imperador romano. Em novembro foi expulso da cidade por iniciativa do papa Clemente VI.

## Nascimentos
- 25 de março — Santa Catarina de Siena  (m. 1380).
- 31 de março — Frederico III da Áustria, filho de Alberto II da Áustria; duque da Áustria, Estíria e da Caríntia juntamento com o irmão Rodolfo IV  (m. 1362).
- Beatriz de Portugal — Condessa de Alburquerque; filha do rei Pedro I de Portugal e de Inês de Castro  (m. 1381).
- Isabel da Pomerânia — quarta e última consorte do imperador Carlos IV, sacro-imperador romano-germânico  (m. 1393)
- Leonor de Arbórea,  juiza-rainha de Arbórea, na Sicília  (m. 1404).
- Go-Kameyama — imperador do Japão  (m. 1424).
- Acamapichtli — primeiro tlatoani de Tenochtitlán, México  (m. 1391).

## Mortes
- 5 de abril — Luís IV, sacro-imperador romano-germânico  (n. 1282).
- 9 de abril — Guilherme de Ockham — frade franciscano, filósofo, lógico e teólogo escolástico inglês, criador da teoria da Navalha de Occam  (n. 1285).
- 29 de abril — Maria de Navarra, infanta de Navarra e consorte do rei Pedro IV de Aragão (n. 327~1330?).
- 15 de novembro — Jaime I, conde de Urgel, filho de Afonso IV de Aragão  (n. 1320).
- Adam Murimuth — eclesiástico e cronista inglês  (n. c. 1274).
- Pedro III de Arbórea —  juiz-rei de Arbórea entre 1336 e a sua morte.
- 29 de dezembro — João XIV de Constantinopla — patriarca grego ortodoxo de Constantinopla entre 1334 e 1347  (n. c. 1282).